# Hans-Jürgen Rückborn

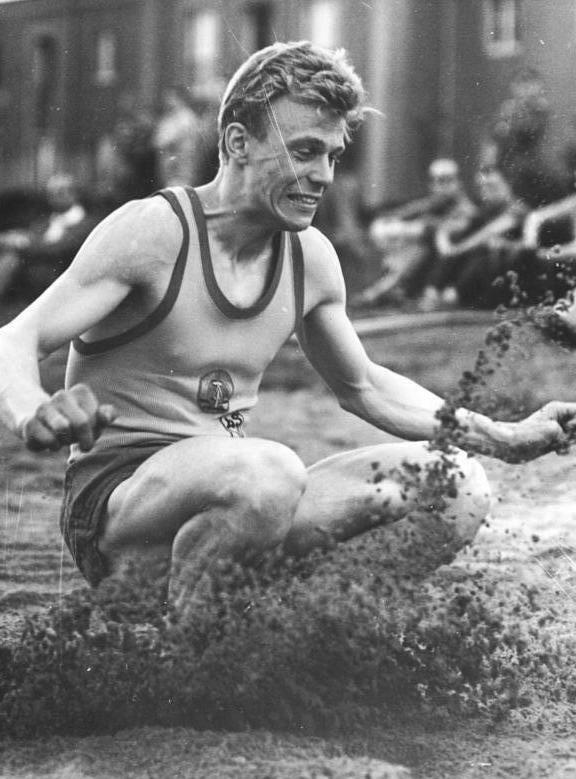
Hans-Jürgen Rückborn bei den Berliner Meisterschaften 1963

Hans-Jürgen Rückborn (* 8. Oktober 1940 in Stendal) ist ein ehemaliger deutscher Leichtathlet und Olympiateilnehmer, der – für die DDR startend – in den 1960er Jahren ein erfolgreicher Dreispringer war. Sein größter Erfolg gelang ihm bei den Leichtathletik-Europameisterschaften 1966 mit der Silbermedaille (ungültig – 16,66 m – 16,10 – ungültig – 16,32 - 16,32). Sein Rückstand auf den Bulgaren Georgi Stojkowski betrug einen Zentimeter. Rückborn war der erste deutsche Dreispringer, der bei einem internationalen Höhepunkt eine Medaille gewann.
Er startete auch in den gemeinsamen deutschen Mannschaften bei den Leichtathletik-Europameisterschaften 1962 (15,11 m, Platz neun) und bei den Olympischen Spielen 1964 (16,09 m, Platz acht). 1965 gewann Hans-Jürgen Rückborn den Leichtathletik-Europacup in Stuttgart – 16,51 m – vor dem Weltrekordler Józef Szmidt (Polen).
Insgesamt gewann Rückborn sechs DDR-Meistertitel. 1961, 1963, 1965 und 1967 siegte er im Freien, 1966 und 1967 wurde er Hallenmeister. Er gehörte dem ASK Potsdam an. In seiner Wettkampfzeit war er 1,90 m groß und wog 78 kg.